# Pilot (American Horror Story)
A Pilot az első epizódja az Amerikai Horror Story című amerikai, horror-dráma sorozatnak, ami 2011. október 5-én került adásba az FX-en. Az epizódot a sorozat készítői Ryan Murphy és Brad Falchuk írták és Murphy rendezte. A két író már korábban is dolgozott együtt a FOX zenés-musical sorozatán a Glee-n.
Az első rész középpontjában a Harmon család áll, melynek tagjai Ben (Dylan McDermott), Vivien (Connie Britton) és lányuk Violet (Taissa Farmiga). A család Bostonból költözött Los Angelesbe, miután Vivien elvetélt, Ben pedig megcsalta őt. Egy felújított kúriába költöztek, annak ellenére, hogy tudták a házban az előző lakók szellemei kísértenek. Mialatt Vivien megpróbál jó kapcsolatot kialakítani Constance-szal (Jessica Lange), a tolakodó szomszéddal, addig Violet megismerkedik a zavaros előéletű tinédzserrel Tate-tel (Evan Perets).
A sorozat premierepizódja 1,6 pontos rátával futott a 18-45-ös korosztály körében, ami 3,2 millió nézőt jelent és ez a nézettség az ismétlésekkel együtt 5.2 millióra rúgott. Ezzel az epizód minden idők legnézettebb premierjét jelentette a csatornának. A Pilot kritikai visszhangja többnyire pozitív volt, a Metacritic 62 pontot adott a 100-ból.

## Cselekmény

### 1978-ban
A fiatal Addie (Katelyn Reed) egy kúriát bámul miközben egy ikerpár (Kai and Bodhi Schulz) baseball ütőkkel próbál bejutni a házba. A lány figyelmezteti őket, hogy ne menjenek be a házba. Azt mondja, hogy ne menjenek be, mert akkor meghalnak. A fiúk ügyet se vetnek rá és bemennek a házba. A pincébe érve az ikrek különféle emberi és állati maradványokat találnak üvegekbe zárva, valamint véres sebészeti eszközöket. Az erős bűz miatt egyik hátrálni kezd, mire észreveszi testvére halkan eltűnt. Levegőt alig kapva visszamegy, hogy megkeresse testvérét, mire egy gyorsan mozgó lény elvágja a torkát.

### Napjainkban
A Harmon család, minden gondjukat maguk mögött hagyva, Bostonból Los Angeles-be költözik fájdalmas múltjuk elől. Ben, a pszichiáter megpróbálja felesége, Vivien bizalmát visszaszerezni, miután egy fiatalabb nővel volt viszonya. A még mindig az elvetéléstől szenvedő Vivien megérzi, hogy valami nincs rendben a házzal, miközben megpróbál normális kapcsolatot kialakítani tolakodó szomszédaival, Constace-szal és Down-szindrómás lányával Addie-vel (Jamie Brewer).
Mialatt Ben és Vivien a padlást takarítja megtalálnak egy szexuális játékokhoz használt bőrruhát. Eközben Violet megkezdi első iskolanapját új iskolájában, azonban néhány lány már az első nap terrorizálni kezdi. Ben betegeket fogad az otthonában. Egyik feltehetőleg pszichopata páciense a fiatal Tate kapcsolatba kerül Violettel. Azonban a fiú túl messzire megy azzal, hogy megpróbálja megoldani Violet iskolai problémáit. A lány elküldi a fiút és közli vele, hogy soha nem akar vele többet találkozni, azonban úgy veszi észre a háznak köze lehet a történtekhez. Vivien újra felveszi a ház korábbi idős szolgálóját Moirát (Frances Conroy), akit Ben egy vonzó fiatal bejárónőnek lát (Alexandra Breckenridge). A házaspár problémájukról veszekednek, majd szeretkeznek.
Bent egy szörnyen megégett ember követni kezdi. Kiderül, hogy Larry rágyújtotta a házát családjára, mert hangokat hallott. A férfi figyelmezteti Bent, hogy hagyja el a házat feleségével és lányával együtt különben mindannyian meghalnak. Éjszaka alva járni kezd és a konyhában a tűzhely felé veszi az irányt, mintha ő is fel akarná gyújtani a házat. Constance azonban megállítja. Vivient éjszaka meglátogatja egy a padláson talált ruhába öltözött férfi, akit ő Bennek hisz, majd szeretkezik vele. Később rájön, hogy teherbe esett az éjszaka során.

## Produkció

### Koncepció
Ryan Murphy és Brad Falchuk, a sorozat készítői már akkor elkezdtek dolgozni az American Horror Story-n mielőtt későbbi sorozatukat, a Glee-t forgatni kezdték volna. Murpy teljesen más témához szeretett volna nyúlni, mint eddig, ezért elkezdett dolgozni egy új sorozaton. Így nyilatkozott terveiről: „Egy olyan dolgot szerettem volna csinálni, ami teljesen más oldalról mutatja be a személyiségem”. Falchuk el volt ragadtatva az ötlettől, hogy egy teljesen új műfajt hozhatnak létre a horror műfaján belül, a sorozat fő célja az volt, hogy megijesszük a nézőket. „Azt akartuk, hogy az emberek egy kicsit gondolkodjanak az egyes epizódok után.” – mondta Falchuk. A sorozat sötét hangulata hasonló az ABC korábbi szappanoperájához a Dark Shadows-hoz, amit Murphynek nagyanyja unszolására kötelező volt néznie, hogy erősebb legyen. Továbbá olyan klasszikus horror történetek is inspirálták a sorozat készítőit, mint Roman Polański Rosemary gyermeke, vagy Stanley Kubrick Ragyogása.
2011 februárjában az FX hivatalosan is bejelentette, hogy megrendelt egy pilot epizódot a Murphy-Falchuk párostól, melyet mindketten írnának, de csak Murphy rendezné. Dante Di Loreto később bejelentették, mint a készülő sorozat vezető producerét. A gyártás 2011 áprilisában kezdődött meg. 2011. július 18-án az FX hivatalosan bejelentette, hogy berendeli a sorozat többi epizódját. 2011. augusztus 3-án az írói stábhoz csatlakozott Tim Minear, Jennifer Salt, James Wong és Jessica Sharzer is.

### A casting és a forgatás
A szereplők bejelentésének sora 2011 márciusában kezdődött meg Connie Brittonnal, aki a sorozat női főszerepét, Vivient kapta meg. Britton úgy nyilatkozott, hogy nagy kockázatot vállalt a szerep elvállalásával. Amikor Murphy megmutatta neki Vivient, így nyilatkozott: „Ez valami olyan, amit soha nem csináltam ez előtt. Teljesen megváltozik az egész sorozat folyamán a szereplő.” Nagyon megtetszett neki és izgalmasnak találta a szereplőt, ezért elfogadta a szerepet. Március végén bejelentették, hogy Larry Havery szerepét Denis O’Hare kapta meg. Áprilisban Jessica Lange, Constace-ként csatlakozott a színészgárdához, mégpedig első állandó televíziós szerepében. Lange többek között azért fogadta el a szerepet, mert nem egy állandó 22 részes sorozatról volt szó. "Hatalmas dolog volt nekem! Egyáltalán nem akartam 6 hónapnál többet forgatni. Inkább a prémium csatornás sorozatokat vállalom el, mint a kábel szerepléseket. Már korábban is több felkérésem volt, hogy szerepeljek kábeles sorozatokban, de az az idő amivel egy ilyen sorozatnak a forgatása jár, egyszerűen nem tudtam volna bevállalni.
Áprilisban Dylan McDermott szerződtették le Ben Harmon szerepére. Őt „jóképű férfias, és érzelmes férfiként jellemezték, aki szereti a családját, bár tudja, hogy megbántotta a feleségét”. McDermott teljesen más szereplőt szeretett volna megformálni, mint korábbi sorozatában, az Ügyvédekben (The Practice). „[...] teljes mértékben azt szerettem volna csinálni, amit ebben a sorozatban lehet. Az ember úgy gondolnak rám, mint az a srác a The Practice-ből [Ügyvédekből], épp ezért pont azt szerettem volna, ha teljesen az ellenkezőjét csinálom, mint abban, remélem ebben a showban ez sikerül.”- mondta.
Taissa Farmiga és Evan Peters májusban kapták meg Violet Harmon és Tate Langdon szerepét. Farmiga rögtön beleszeretett Violet alakjába, főleg a stílusa miatt. Murphy úgy írta le Tate-et, mint a sorozat egy „igazi szörnyetegét”: „Evan és az írók remek munkájának köszönhetően, Evan hihetetlenül jó munkát végzett, hiszen a szereplő a tetteitől függetlenül szerethető maradt.”
A pilot epizód nagy részét Los Angeles Country Club Park részében forgatták Kalifornia államban. Itt található a kísértet-járta ház, melyet a sorozatban is gyakorta láthatunk. A ház 1908-ban épült Alfred Rosenheim, az Amerikai Építészeti Intézet vezetőjének megbízásából. Tudor, vagy más néven collegiate gothic stílusban. Kezdetben szerzetei kolostorként, majd családi házként funkcionált.
A sorozatot olyan díszletek között forgatták, amelyek az eredeti ház pontos másai. Az egészen apró részletekre is figyeltek a készítők, mint például a Lewis Comfort Tiffany-ra jellemző ólomüvegablakokra, hogy még valóság hűbb legyen a ház kinézete.

## Promóció
A promóció részeként az FX bejelentette a „House Call” kampányt, melynek keretein belül az oldal regisztrált tagjai megismerkedhettek a sorozat szereplőivel. Közel a sorozat premierjéhez a csatorna számos rejtélyt lebegtetett meg, amik rávilágítanak a történet egy-egy lényeges pontjára. A kisfilmek a sorozat YouTube csatornáján lettek közzétéve. A következő címmel jelentek meg a rejtélyek, „Cello” (Cselló), „Baby” (Gyermek), „Couples” (Párok), „Lying Down” (Fekve), „Fire” (Tűz), „Stairs” (Lépcsők), „Melt” (Olvadás), „Red Cello” (Vörös cselló), „Rubber Bump” (A gumiruhás).

## Az epizódban elhangzó dalok
- Patience and Prudence: "Tonight You Belong to Me"
- Mirah: "Special Death"
- Bernard Herrmann: "Twisted Nerve"
- Pete and the Pirates: "Blood Gets Thin"
- Son Lux: "Flickers"
- Powersolo: "Baby, You Ain't Looking Right"